# إرنست برتراند
إرنست برتراند هو قاضي ومحامي وسياسي كندي، ولد في 15 ديسمبر 1888، وتوفي في 11 أكتوبر 1958. حزبياً، نشط في الحزب الليبرالي الكندي. وقد انتخب عضو مجلس العموم الكندي.